# Quan họ
Le chant Quan họ est une musique vietnamienne folklorique de la province de Bắc Ninh qui provient des anciennes chansons d'amour entre les jeunes hommes et les jeunes femmes. 
« Les chants populaires Quan Họ de Bắc Ninh » ont été inscrits en 2009 par l'UNESCO sur
la liste représentative du patrimoine culturel immatériel de l'humanité.

## Origine
Le chant Quan ho prend son origine dans la province de Bac Ninh et a été enregistré au XIIIe siècle. Il a été traditionnellement associé aux fêtes du printemps qui suivent la célébration du Têt (Nouvel An vietnamien). Les spectacles du chant Quan Ho ont lieu dans les villages lors de festivals annuels. Ces chants sont intimement liés à la cour amoureuse. Ces festivals aident à établir des liens d’amitié entre les villages. La majorité des chants Quan Ho sont romantiques mais d'autres servent à la prière. Selon la tradition, les artistes du Quan Ho n'ont pas le droit d'épouser quelqu'un de leur groupe.

## Caractéristiques
Ces chants consistent en couplets interprétés en alternance par deux femmes d’un village qui chantent à l’unisson et auxquelles deux hommes d’un autre village répondent avec des mélodies similaires mais des paroles différentes. Les femmes portent traditionnellement des grands chapeaux ronds et des écharpes typiques, tandis que le costume des hommes se compose notamment d’un turban, d’un parapluie et d’une tunique. Le charme de ces chants réside dans un nombre de facteurs : de belles pensées accompagnées de paroles pleines d'émotions ; la richesse des mélodies; la qualité vocale, l'élégance des artistes sur scènes et les couples expriment leur amour discret dans les paroles de chanson.